# Soramaru
Soramaru le petit ninja (Clear Sky, Karamaru, Akira Toriyama, février 1989). Manga publié dans Weekly Shonen Jump #13 et édité en français en 1999 par Glénat dans Akira Toriyama Histoires Courtes volume 3.

## L'histoire
Un jeune garçon de quatre ans, du nom de Karamaru, doit apporter des champignons à son grand-père. En chemin, il rencontra un criminel, voleur de voitures...

## Analyse
"Clear Sky, Karamaru" (Nettoie les cieux, Karamaru) est une sorte de version moderne du " Petit Chaperon Rouge ". Le personnage de Soramaru est identique à Kennosuké, à part ses yeux. L'un est ninja, l'autre est samouraï...